# Polymixis asphodeli
Polymixis asphodeli là một loài bướm đêm trong họ Noctuidae.